# Adrian Hamilton
Adrian Hamilton (Dallas, 29 novembre 1987) è un ex giocatore di football americano statunitense che ha giocato nel ruolo di outside linebacker. Al college ha giocato a football alla Prairie View A&M University.

## Carriera professionistica

### Dallas Cowboys
Il 29 aprile 2012, Hamilton firmò coi Dallas Cowboys come free agent dopo non essere stato scelto nel Draft NFL 2012. Il 30 agosto fu svincolato.

### Baltimore Ravens
Il 3 settembre 2012, Hamilton firmò coi Baltimore Ravens per far parte della loro squadra di allenamento. Il 22 dicembre 2012, Hamilton fu promosso nel roster attivo dopo l'infortunio di Jameel McClain. Riuscì a disputare le ultime due gare della stagione regolare contro New York Giants e Cincinnati Bengals mettendo a segno un tackle.
Il 25 agosto 2013, Hamilton subì un infortunio al polso che non gli permise di scendere in campo nella sua seconda stagione in NFL.

## Palmarès
- Super Bowl : 1

Baltimore Ravens: Super Bowl XLVII
- American Football Conference Championship: 1

Baltimore Ravens: 2012

## Statistiche
| Partite totali      | 2 |
| Partite da titolare | 0 |
| Tackle              | 1 |
| Sack                | 0 |
| Intercetti          | 0 |

Statistiche aggiornate alla stagione 2013